# Associazione Calcio Messina 1934-1935
Questa pagina raccoglie i dati riguardanti l'Associazione Calcio Messina nelle competizioni ufficiali della stagione 1934-1935.

## Rosa
| N. |                   | Ruolo | Calciatore           |
| -- | ----------------- | ----- | -------------------- |
|    | Italia (bandiera) | C     | Bruno Bertacchini    |
|    | Italia (bandiera) | D     | Pio Angelo Brindisi  |
|    | Italia (bandiera) | D     | Carmelo Buonocore    |
|    | Italia (bandiera) | A     | Emanuele Calò        |
|    | Italia (bandiera) | D     | Arnaldo Calzolari    |
|    | Italia (bandiera) | D     | Mario Conte          |
|    | Italia (bandiera) | C     | Salvatore Di Gennaro |
|    | Italia (bandiera) | C     | Riccardo Di Santo    |
|    | Italia (bandiera) | A     | Renato Ferretti      |
|    | Italia (bandiera) | C     | Salvatore Fidomanzo  |
|    | Italia (bandiera) | A     | Giuseppe Gerbi       |

| N. |                   | Ruolo | Calciatore          |
| -- | ----------------- | ----- | ------------------- |
|    | Italia (bandiera) | P     | Giacomo Gianora     |
|    | Italia (bandiera) | C     | Vincenzo Lumia      |
|    | Italia (bandiera) | P     | Antonio Marietti    |
|    | Italia (bandiera) | P     | Giovanni Monteleone |
|    | Italia (bandiera) | A     | Antonio Peternel    |
|    | Italia (bandiera) | A     | Romolo Re           |
|    | Italia (bandiera) | A     | Nino Rota           |
|    | Italia (bandiera) | C     | Ezio Sclavi         |
|    | Italia (bandiera) | D     | Renzo Vandelli      |
|    | Italia (bandiera) | A     | Giovanni Villotti   |

## Statistiche

### Statistiche di squadra
| Competizione | Punti | In casa | In casa | In casa | In casa | In casa | In casa | In trasferta | In trasferta | In trasferta | In trasferta | In trasferta | In trasferta | Totale | Totale | Totale | Totale | Totale | Totale | DR |
| Competizione | Punti | G       | V       | N       | P       | Gf      | Gs      | G            | V            | N            | P            | Gf           | Gs           | G      | V      | N      | P      | Gf     | Gs     | DR |
| ------------ | ----- | ------- | ------- | ------- | ------- | ------- | ------- | ------------ | ------------ | ------------ | ------------ | ------------ | ------------ | ------ | ------ | ------ | ------ | ------ | ------ | -- |
| Serie B      | 32    | 15      | 11      | 4       | 0       | 34      | 13      | 14           | 1            | 4            | 9            | 18           | 32           | 29     | 12     | 8      | 9      | 52     | 45     | +7 |

### Statistiche dei giocatori
| Giocatore      | Serie B  | Serie B |
| Giocatore      | Presenze | Reti    |
| -------------- | -------- | ------- |
| B. Bertacchini | 5        | 0       |
| P. Brindisi    | 9        | 0       |
| C. Buonocore   | 29       | 0       |
| G. Calò        | 12       | 2       |
| A. Calzolari   | 29       | 2       |
| M. Conte       | 22       | 0       |
| S. Di Gennaro  | 20       | 0       |
| R. Di Santo    | 11       | 2       |
| R. Ferretti    | 28       | 15      |
| S. Fidomanzo   | 25       | 0       |
| G. Gerbi       | 26       | 9       |
| G. Gianora     | 8        | -14     |
| V. Lumia       | 16       | 3       |
| A. Marietti    | 2        | -1      |
| G. Monteleone  | 1        | -3      |
| A. Peternel    | 4        | 0       |
| R. Re          | 22       | 10      |
| N. Rota        | 1        | 0       |
| E. Sclavi      | 18       | -30     |
| R. Vandelli    | 10       | 0       |
| G. Villotti    | 21       | 6       |